# 塔吕圣普里
塔吕圣普里（法語：Talus-Saint-Prix）是法国马恩省的一个市镇，位于该省西南部，属于埃佩尔奈区。该市镇总面积6.2平方公里，2009年时的人口为109人。

## 交通
马恩省省道D43线和D951线在境内交汇。

## 人口
塔吕圣普里人口变化图示